# Damián Quintero
Damián Hugo Quintero Capdevila (Buenos Aires, Argentina, 4 de julio de 1984) es un deportista español que compite en karate, en la modalidad de kata; subcampeón olímpico en Tokio 2020, dos veces campeón mundial y trece veces campeón europeo.

## Trayectoria
Nació en Buenos Aires, pero desde los cinco años reside en España. Comenzó a practicar el karate con siete años en un club de Torremolinos.
Participó en los Juegos Olímpicos de Tokio 2020, obteniendo una medalla de plata en la prueba masculina. En los Juegos Europeos consiguió tres medallas, oro en Bakú 2015, oro en Minsk 2019 y oro en Cracovia 2023.
Ganó siete medallas en el Campeonato Mundial de Karate entre los años 2010 y 2023, y veinticuatro medallas en el Campeonato Europeo de Karate entre los años 2004 y 2024.
Además, consiguió dos medallas de plata en los Juegos Mundiales, en los años 2017 y 2022.
Estudió Ingeniería Aeronáutica en la Universidad Politécnica de Madrid. En 2025 participó en el reality show de Telecinco Supervivientes realizado en Honduras, siendo el último expulsado antes de la final.

## Palmarés internacional
| Juegos Olímpicos   | Juegos Olímpicos                | Juegos Olímpicos  | Juegos Olímpicos |
| Año                | Lugar                           | Medalla           | Prueba           |
| ------------------ | ------------------------------- | ----------------- | ---------------- |
| 2020               | Tokio (Japón)                   | Medalla de plata  | Individual       |
| Campeonato Mundial |                                 |                   |                  |
| Año                | Lugar                           | Medalla           | Prueba           |
| 2010               | Belgrado (Serbia)               | Medalla de bronce | Equipo           |
| 2014               | Bremen (Alemania)               | Medalla de oro    | Equipo           |
| 2016               | Linz (Austria)                  | Medalla de plata  | Individual       |
| 2016               | Linz (Austria)                  | Medalla de bronce | Equipo           |
| 2018               | Madrid (España)                 | Medalla de plata  | Individual       |
| 2021               | Dubái (EAU)                     | Medalla de plata  | Individual       |
| 2023               | Budapest (Hungría)              | Medalla de oro    | Individual       |
| Juegos Europeos    |                                 |                   |                  |
| Año                | Lugar                           | Medalla           | Prueba           |
| 2015               | Bakú (Azerbaiyán)               | Medalla de oro    | Individual       |
| 2019               | Minsk (Bielorrusia)             | Medalla de oro    | Individual       |
| 2023               | Cracovia (Polonia)              | Medalla de oro    | Individual       |
| Campeonato Europeo |                                 |                   |                  |
| Año                | Lugar                           | Medalla           | Prueba           |
| 2004               | Moscú (Rusia)                   | Medalla de plata  | Individual       |
| 2005               | Santa Cruz de Tenerife (España) | Medalla de oro    | Equipo           |
| 2006               | Stavanger (Noruega)             | Medalla de bronce | Equipo           |
| 2007               | Bratislava (Eslovaquia)         | Medalla de bronce | Equipo           |
| 2010               | Atenas (Grecia)                 | Medalla de plata  | Equipo           |
| 2011               | Zúrich (Suiza)                  | Medalla de plata  | Individual       |
| 2011               | Zúrich (Suiza)                  | Medalla de plata  | Equipo           |
| 2012               | Santa Cruz de Tenerife (España) | Medalla de plata  | Equipo           |
| 2013               | Budapest (Hungría)              | Medalla de oro    | Individual       |
| 2013               | Budapest (Hungría)              | Medalla de oro    | Equipo           |
| 2014               | Tampere (Finlandia)             | Medalla de oro    | Equipo           |
| 2014               | Tampere (Finlandia)             | Medalla de plata  | Individual       |
| 2015               | Estambul (Turquía)              | Medalla de oro    | Individual       |
| 2015               | Estambul (Turquía)              | Medalla de oro    | Equipo           |
| 2016               | Montpellier (Francia)           | Medalla de oro    | Individual       |
| 2016               | Montpellier (Francia)           | Medalla de plata  | Equipo           |
| 2017               | Kocaeli (Turquía)               | Medalla de oro    | Individual       |
| 2018               | Novi Sad (Serbia)               | Medalla de oro    | Individual       |
| 2019               | Guadalajara (España)            | Medalla de oro    | Individual       |
| 2021               | Porec (Croacia)                 | Medalla de plata  | Individual       |
| 2022               | Gaziantep (Turquía)             | Medalla de plata  | Individual       |
| 2023               | Guadalajara (España)            | Medalla de oro    | Individual       |
| 2024               | Zadar (Croacia)                 | Medalla de oro    | Individual       |
| 2024               | Zadar (Croacia)                 | Medalla de oro    | Equipo           |